# Castelo de Arnoia
O Castelo de Arnoia, também conhecido como Castelo dos Mouros ou Castelo de Moreira, ergue-se na povoação e freguesia de Arnoia, município de Celorico de Basto, distrito de Braga, em Portugal.
Ergue-se sobre um maciço de pedra, em posição dominante sobre a povoação da antiga Vila de Basto, que outrora foi a sede do Concelho com Casa da Câmara, Pelourinho e Cadeia.
O Castelo de Arnoia está classificado como Monumento Nacional desde 1946.

## História

### Antecedentes
Embora alguns autores remontem a primitiva ocupação humana deste sítio à época da invasão romana da Península Ibérica, esta afirmação não se encontra documentada.

### O castelo medieval
A época da construção deverá remontar ao final do século X ou início do XI, acredita-se que ligada à defesa do vizinho Mosteiro de São Bento de Arnoia, também fundado neste período. Contribui para esse raciocínio a data de 1034, assinalada na lápide da sepultura do alcaide do castelo (e provável fundador do mosteiro, segundo alguns autores), Múnio Muniz, no claustro daquele mosteiro.
No século XIII, as Inquirições do reino de 1258 referem alguns casais nas freguesias de Arnoia, Caçarilhe e Carvalho, obrigadas à alimentação dos cães de guarda do castelo e da preparação da cal necessária para a sua conservação.
Com a morte do rei Afonso III de Portugal (1210-1279), tendo rendido preito de homenagem a D. Beatriz (rainha viúva e testamenteira do falecido), o alcaide deste castelo, Martim Vasques da Cunha, após o afastamento da senhora para o reino de Castela por desentendimentos havidos com Dinis I de Portugal (1279-1325), teve dificuldades com o novo soberano, que se recusou a desobrigá-lo do seu compromisso de honra. Segundo reza a tradição, tendo consultado diversas cortes européias sobre como proceder honrosamente nesse impasse, fez sair a guarnição e gentes do castelo, trancando-se no seu interior. Tendo lançado fogo a uma das habitações no seu interior, "salvou-se" descendo-se por um cesto suspenso por uma corda amarrada em uma das ameias. Desse modo, exonerou-se da função sem ferir o compromisso de honra assumido. Verdadeira a narrativa ou não, é fato que, em 1282, D. Dinis arrendou os domínios de Celorico de Basto a Martim Joanes, pelo montante de 210 morabitinos, com a obrigação de que o arrendatário contratasse um cavaleiro para as funções de alcaide deste castelo. Os domínios e o castelo foram arrendadas pelo mesmo soberano em 1284 aos moradores de Celorico de Basto.
No alvorecer do século XV, João I de Portugal (1385-1433) doou o senhorio de Celorico de Basto e seu castelo a Gil Vasques da Cunha (1402), o que denota a importância e tradição dessa família na região. ( Da Cunha (Senhores de Basto) Coutinho (do Couto de Leomil) , actualmente representada por Francisco Carlos da Cunha Coutinho .
No século seguinte, Manuel I de Portugal (1495-1521) concedeu foral a Celorico de Basto (29 de Março de 1520), estabelecendo a sede do Concelho em Arnoia, lugar do castelo. Sob posse de Hipólito Luis Lopes Picado, que posteriormente passou seu domínio da casa de Arnoia, para Francisco Carlos da Cunha Coutinho, sob domínio da Igreja.
No contexto da Dinastia Filipina, no século XVII, a alcaidaria era exercida pela família dos Castros (D. Inês de Castro), também parentes dos Cunha Coutinho.

### Do século XVIII aos nossos dias
Segundo se afirma, devido ao grande isolamento da vila, o rei João V de Portugal (1706-1750) determinou a mudança da sede do Concelho de Arnoia para o lugar de Freixieiro em Britelo, doravante denominado Vila Nova do Freixieiro, hoje Celorico de Basto (21 de Abril de 1719). A mudança acelerou o processo de decadência de Arnoia.
Em meados do século XX, o Castelo de Arnoia foi classificado como Monumento Nacional por Decreto publicado em 15 de Março de 1946.
Afeto ao Instituto Português do Património Arquitectónico (IPPAR), que lhe concluiu obras de consolidação e restauro, com a colaboração e projecto de restauro do Arq.Francisco da Cunha Coutinho, falecido a 27 de Dezembro de 2019, o Monumento reabriu ao público desde Janeiro de 2004.
Em 2015 foi requalificado e inaugurado em 12 de julho de 2015, depois de um investimento global de cerca de 400 mil euros. As obras trataram as fachadas das muralhas e da torre e melhoraram os acessos ao monumento nacional. O pavimento, a cobertura da torre, as portas e as janelas também foram restaurados. Em matéria de acessibilidade, destaque para uma nova escada de acesso à torre que facilita o acesso ao monumento. Os percursos que conduzem o visitante ao monumento também foram pavimentados. Foram também instaladas rede de abastecimento de água e energia elétrica para permitirem a limpeza e iluminação do castelo, o que também contribui para a segurança do monumento e dos seus percursos.

## Características
Castelo de reduzidas proporções, apresenta planta poligonal irregular orgânica (adaptada à conformação do terreno). Para a sua construção foram procedidos trabalhos de desaterro, visando dificultar-lhe o acesso.
As muralhas, em cantaria de granito, são percorridas por um adarve e reforçadas a Norte por um sólido cubelo. No setor Sul, rasga-se o portão de entrada com portal de verga reta, precedido por uma escadaria de acesso e defendido pela Torre de Menagem, de planta quadrangular. A porta desta, voltada para a Praça de Armas, abre-se a cerca de três metros do solo. É acedida por uma escada externa, construída na década de 1970. O interior divide-se em três pavimentos (o inferior como cave e os dois superiores assoalhados) e o acesso ao telhado de quatro águas é feito, por sua vez, através de uma escada interna. O topo da torre é rematado por merlões.
Ao centro da praça de armas, delimitada pelas muralhas, abre-se a cisterna do castelo. No exterior, na encosta a Norte, localiza-se a antiga forca, inscrita em um trecho de mata de pinheiros e de carvalhos. Tanto esta, como o Pelourinho, foram restaurados na década de 1960.